# August Cramer

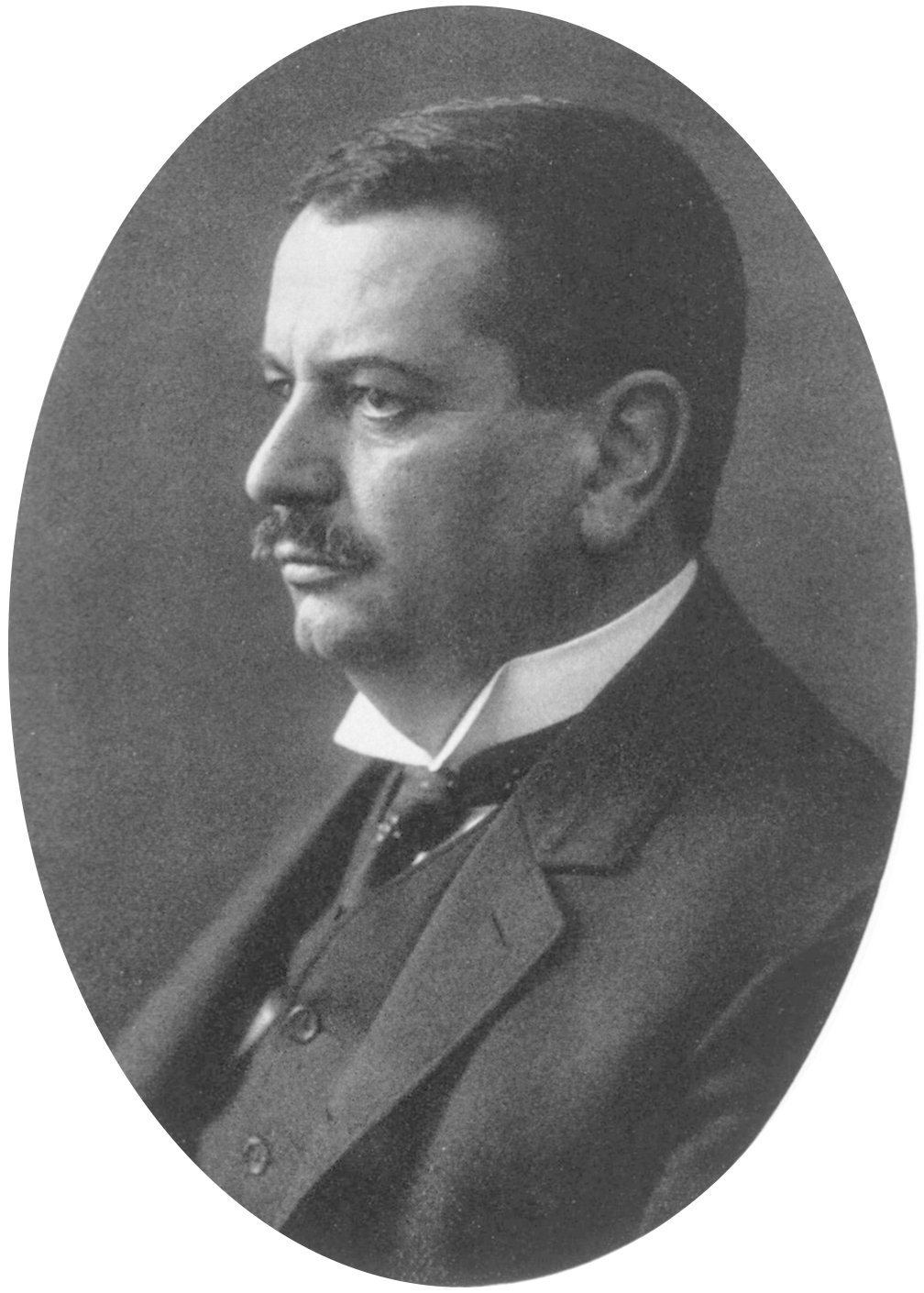
August Cramer

Johann Baptist August Cramer (* 10. November 1860 in St. Pirminsberg bei Pfäfers, Schweiz; † 5. September 1912 in Göttingen) war ein deutscher Psychiater, Hochschullehrer und Klinikdirektor.

## Leben
August Cramer war ein Sohn des Anstaltspsychiaters Heinrich Cramer. Er studierte Medizin in München, Freiburg im Breisgau und in Marburg bei seinem Vater. An dessen Klinik arbeitete er zunächst nach der Approbation 1886. Er promovierte 1887 in Marburg und wechselte als Assistenzarzt nach Freiburg bzw. 1889 als zweiter Arzt an die Landesirrenanstalt zu Eberswalde. Er habilitierte sich 1895 in Göttingen und wurde zum 1. März 1895 Oberarzt und stellvertretender Direktor der Provinzial–Irrenanstalt und psychiatrischen Klinik in Göttingen. 1897 zum außerordentlichen Professor ernannt, trat er 1900 die Nachfolge Ludwig Meyers in Göttingen an.
Cramer entwickelte während seiner Amtszeit als Anstaltsdirektor das psychiatrisch-neurologische Arbeitsfeld in Göttingen erheblich weiter. Er gründete 1901 die Poliklinik für psychische und Nervenkrankheiten zunächst in gemieteten Räumen. Aus dieser Gründung entwickelte sich später die Göttinger Universitätsklinik für Psychiatrie und Neurologie. Er initiierte die Einrichtung eines Provinzial-Verwahrhauses für sogenannte „asoziale“ Geisteskranke und gründete eine Heil- und Erziehungsanstalt für psychopathische Fürsorgezöglinge und 1903 das Provinzialsanatorium für Nervenkranke „Rasemühle“, die erste deutsche Volksnervenheilstätte.
Cramer verfasste eine mehrfach aufgelegte Einführung in die forensische Psychiatrie und prägte 1889 den Begriff „Gedankenlautwerden“. Damit bezeichnete er das Phänomen, dass manche Patienten ihre Gedanken als innerhalb ihrer Brust ausgesprochen erlebten. Außerdem legte er die erste klinische Studie über Propriozeptive und Kinästhetische Halluzination vor.
Er machte sich auch einen Namen als Wegbereiter der Kinder- und Jugendpsychiatrie.
Kurz vor seinem Tod hatte Cramer noch den Ruf abgelehnt, als Nachfolger von Theodor Ziehen den Berliner Lehrstuhl für Psychiatrie und die Leitung der Nervenklinik der Charité zu übernehmen.

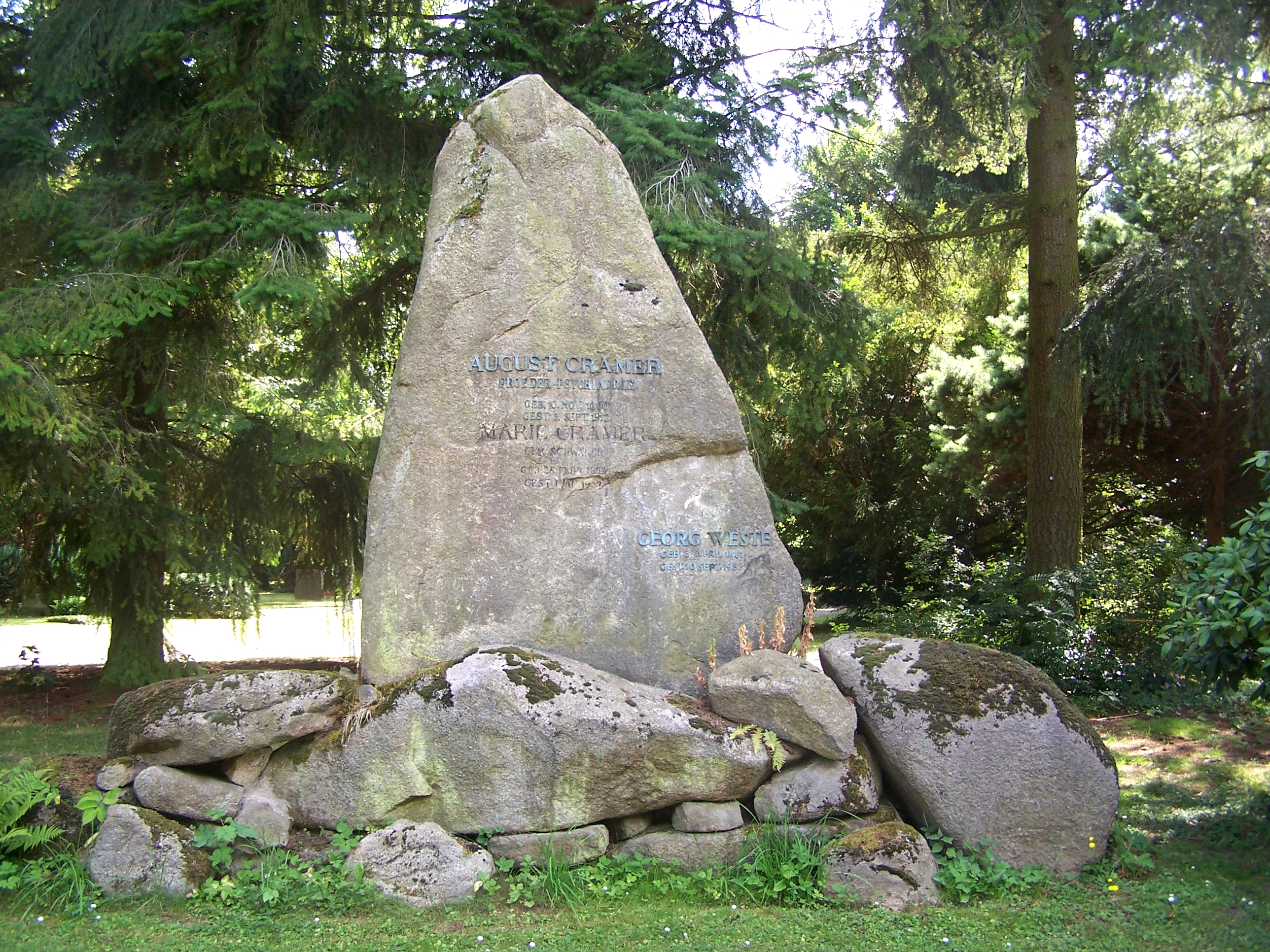
Grabmal für August Cramer auf dem Stadtfriedhof Göttingen (Aufnahme 2013)

Cramer starb früh im Alter von 51 Jahren an einem Blasenkarzinom, sein Grab befindet sich auf dem Göttinger Stadtfriedhof. Ein weiterer Findling-Gedenkstein erinnert an ihn mit einem Bronzerelief vor dem alten Haupteingang seiner Wirkungsstätte des ehemaligen Landeskrankenhauses Göttingen (Rosdorfer Weg 70).

## Veröffentlichungen
- Die Hallucinationen im Muskelsinn bei Geisteskranken und ihre klinische Bedeutung. Ein Beitrag zur Kenntniss der Paranoia. Mohr, Freiburg i. Br 1889.
- Beiträge zur feineren Anatomie der Medulla oblongata und der Brücke mit besonderer Berücksichtigung des 3.-12. Hirnnerven. Mit 46 Abbildungen im Texte. Fischer, Jena 1894.
- Gerichtliche Psychiatrie. Ein Leitfaden für Mediziner und Juristen. Gustav Fischer, Jena 1897.
- Über die außerhalb der Schule liegenden Ursachen der Nervosität der Kinder. In: Sammlung von Abhandlungen aus dem Gebiete der pädagogischen Psychologie und Physiologie ; 2,5. 1899.

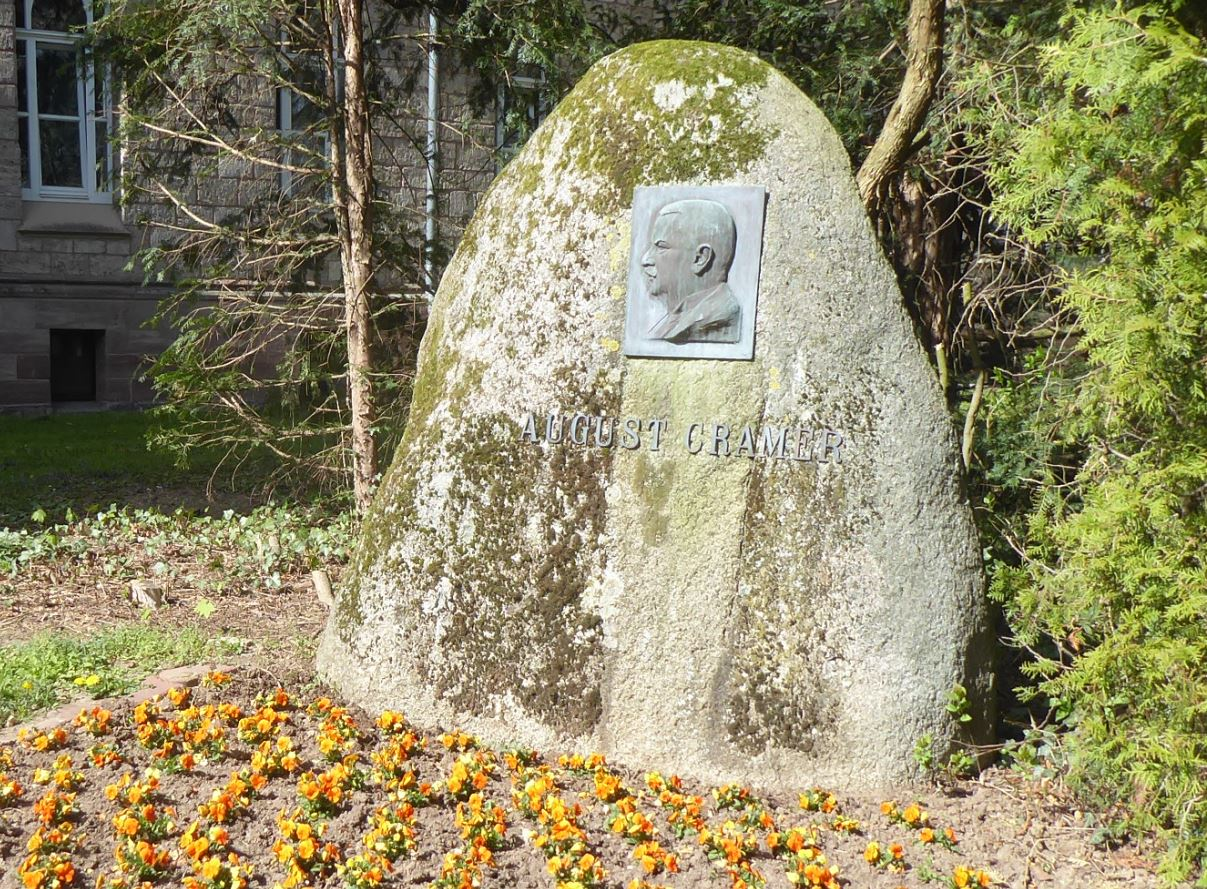
Gedenkstein für August Cramer vor dem ehemaligen Landeskrankenhaus Göttingen (Aufnahme 2020)

- Der beamtete Arzt und ärztliche Sachverständige. Mit besonderer Berücksichtigung der deutschen Reichs- und preussischen Landesgesetzgebung. Fischers Medicin. Buchhandlung H. Kornfeld, Berlin 1902.

- mit Otto Binswanger et al.: Lehrbuch der Psychiatrie. Fischer, Jena 1904.
- Das öffentliche Gesundheitswesen in Preußen unter Berücks. der einschlägigen Reichsgesetzgebung. Fischers Medicin. Buchhandlung H. Kornfeld, Berlin 1904.
- Über Gemeingefährlichkeit vom ärztlichen Standpunkte aus. Vortrag. Marhold, Halle a. S. 1905.
- Die Nervosität. Ihre Ursachen, Erscheinungen und Behandlung ; für Studierende und Ärzte. Fischer, Jena 1906.
- Zur Theorie der Affekte. Festrede im Namen der Georg-August-Universität zur Akademischen Preisverteilung am 17. Juni 1908. Druck Dieterichsche Universitäts-Buchdruckerei (W. Fr. Kästner), Göttingen 1908. (Digitalisat auf historische-kommission-muenchen-editionen.de, abgerufen am 25. August 2022.)
- Pubertät und Schule. Teubner, Leipzig 1910.
- mit Ludwig Bruns und Theodor Ziehen: Handbuch der Nervenkrankheiten im Kindesalter. Karger, Berlin 1912.